# Dekanat mohylewski miejski
Dekanat mohylewski miejski – jeden z ośmiu dekanatów wchodzących w skład eparchii mohylewskiej i mścisławskiej Egzarchatu Białoruskiego Patriarchatu Moskiewskiego.
Dziekanem jest protojerej Siergiej Łoboda.

## Parafie w dekanacie[1]
- Parafia Świętych Bazylego Wielkiego, Grzegorza Teologa i Jana Złotoustego w Mohylewie
  - Sobór Trzech Świętych Hierarchów w Mohylewie
- Parafia Carskich Cierpiętników w Mohylewie
  - Cerkiew Carskich Cierpiętników w Mohylewie
- Parafia Ikony Matki Bożej ,,Władająca" w Mohylewie
  - Cerkiew Ikony Matki Bożej ,,Władająca" w Mohylewie
- Parafia Świętych Joachima i Anny w Mohylewie
  - Cerkiew Świętych Joachima i Anny w Mohylewie
- Parafia Kazańskiej Ikony Matki Bożej w Mohylewie
  - Cerkiew Kazańskiej Ikony Matki Bożej w Mohylewie
- Parafia Podwyższenia Krzyża Pańskiego w Mohylewie
  - Sobór Świętych Borysa i Gleba w Mohylewie
  - Cerkiew Podwyższenia Krzyża Pańskiego w Mohylewie
- Parafia Przemienienia Pańskiego w Mohylewie
  - Sobór Przemienienia Pańskiego w Mohylewie
- Parafia św. Serafina Sarowskiego w Mohylewie
  - Cerkiew św. Serafina Sarowskiego w Mohylewie

## Monastery
- Monaster św. Mikołaja Cudotwórcy w Mohylewie (żeński)

## Galeria

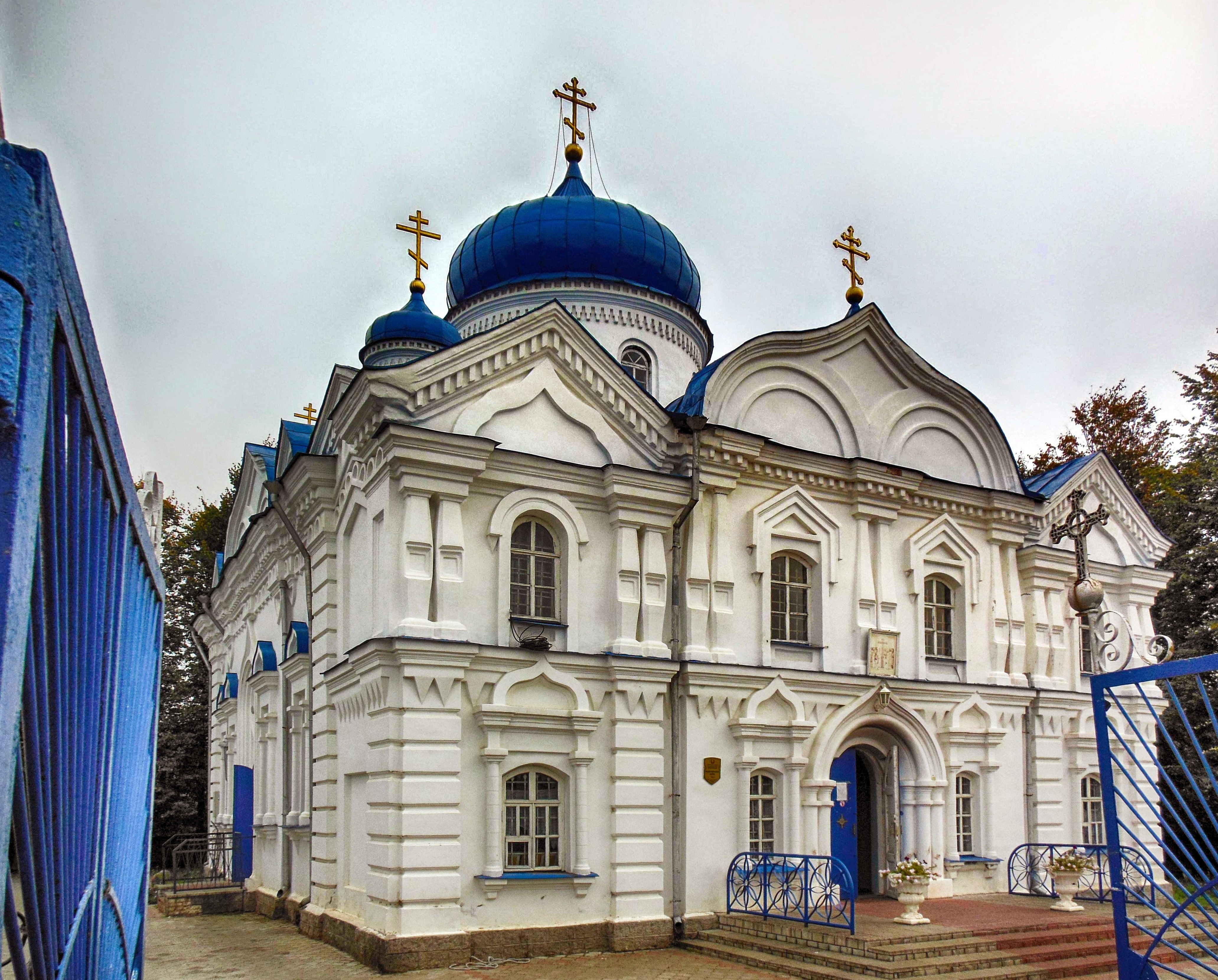
Sobór Świętych Borysa i Gleba w Mohylewie
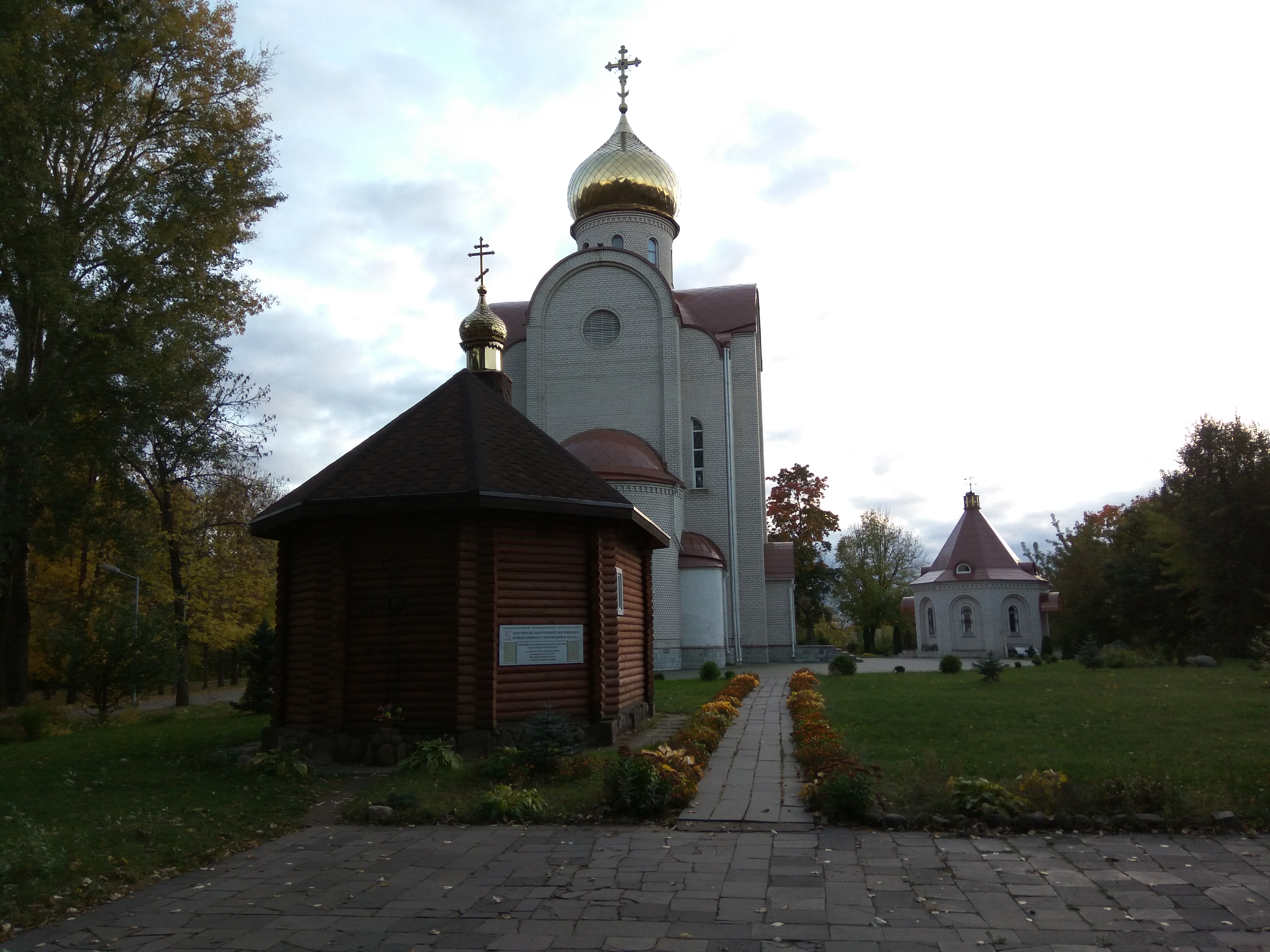
Cerkiew Carskich Cierpiętników w Mohylewie
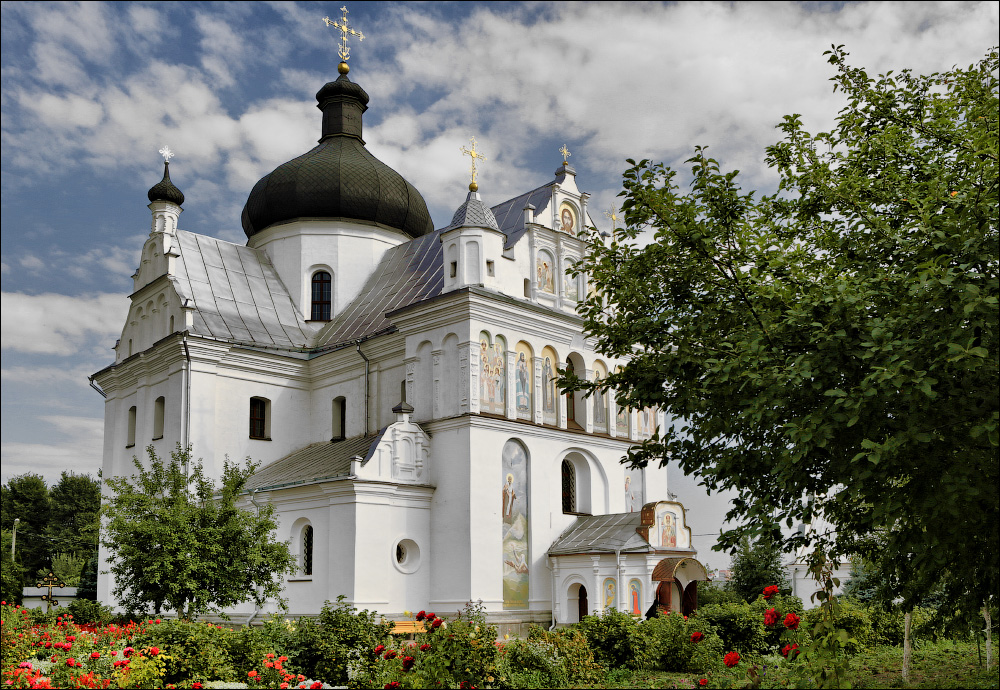
Sobór św. Mikołaja Cudotwórcy w Mohylewie (klasztorna)
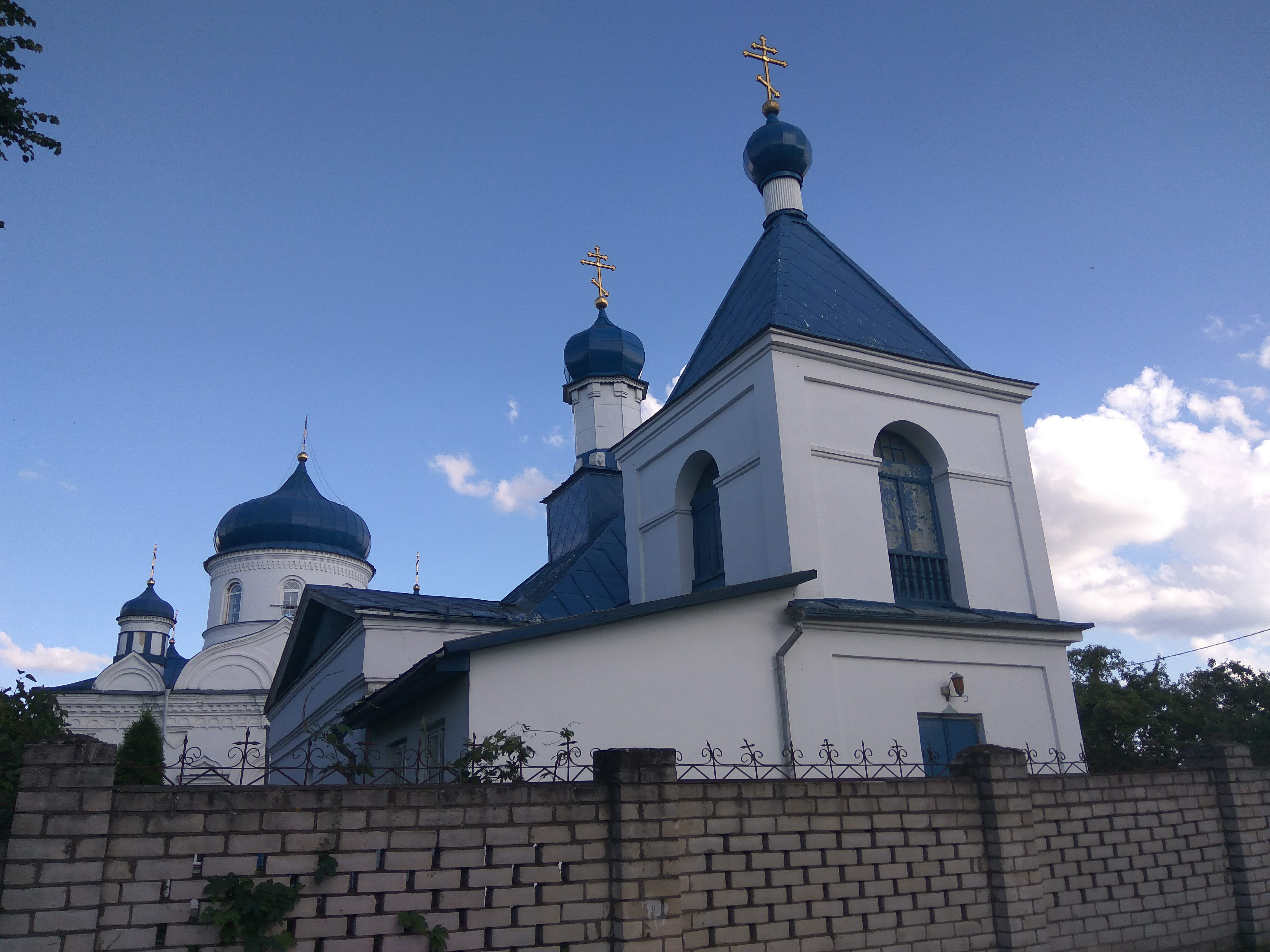
Cerkiew Podwyższenia Krzyża Pańskiego w Mohylewie
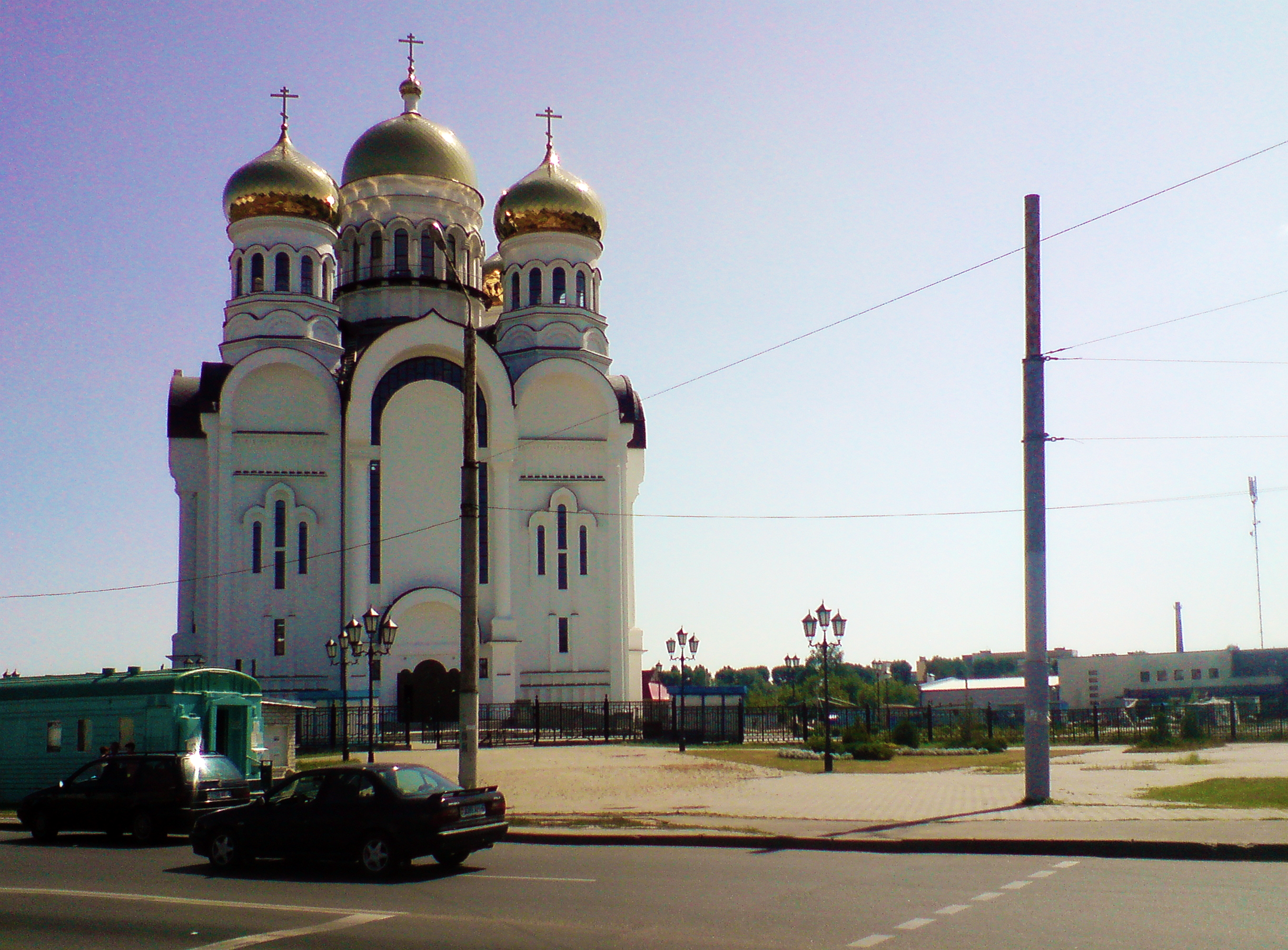
Sobór Przemienienia Pańskiego w Mohylewie